# Борові (Україна)
Борові —  село в Україні, у Жовківській міській громаді Львівського району Львівської області. Орган місцевого самоврядування — Жовківська міська рада.

## Історія
Борові (пол. Borowe) — до 1940 року присілок села Замочок.
12 червня 2020 року, відповідно до розпорядження Кабінету Міністрів України № 718-р «Про визначення адміністративних центрів та затвердження територій територіальних громад Львівської області», село увійшло до складу Жовківської міської громади.
19 липня 2020 року, в результаті адміністративно-територіальної реформи та ліквідації Жовківського району, село увійшло до складу новоствореного Львівського району.